# Manenberg
Manenberg est un township de la banlieue de la ville du Cap, en Afrique du Sud, intégré à Athlone. 
Manenberg a été créé par le gouvernement de l'apartheid pour les familles de couleur à faible revenu dans les Cape Flats en 1966 à la suite de la campagne d'expulsion forcée du Parti national. 

## Démographie
Il a une population estimée à 52 000 habitants. 

## Géographie
La zone se compose de rangées de maisons jumelées et d'appartements. La commune est située à environ 20 km du centre-ville du Cap. Il est séparé des cantons voisins de  Nyanga et Gugulethu par une ligne de chemin de fer à l'est et de Hanover Park par le parc industriel Sand Industria à l'ouest et Heideveld au nord. 
La partie nord de Manenberg compte des gens riches qui sont pour la plupart musulmans. Le reste de Manenberg compte des pauvres qui sont pour la plupart associés au christianisme.

## Histoire
La planification d'un quartier de couleur pour accueillir les personnes déplacées de force au plus fort de la mise en œuvre de la loi sur les zones de groupe par le gouvernement d'apartheid d'Afrique du Sud a commencé en 1964. 
Manenberg a été créé en 1966 avec des résidents provenant principalement de zones désignées par le gouvernement de l'apartheid comme blanches telles que Constantia, District Six, le centre-ville du Cap, le Bo-Kaap, Wynberg, Crawford, Sea Point et Lansdowne . La fourniture d'équipements publics et l'accès aux ressources et aux emplois dans le reste de la ville ont été conçus pour désavantager les résidents par rapport aux zones blanches.
La phase de construction du quartier a duré de 1966 à 1970 avec l'achèvement de 5 621 logements pour 33 922 habitants pour un coût de 7 386 817 rands,. En 1975, la zone se composait d'environ sept dépanneurs et de deux points de vente d'alcool. Il n'y avait pas d'installations commerciales ou de services communautaires adéquats. Une ligne de chemin de fer partant du canton noir de Gugulethu divise Manenberg. La gare de Nyanga a été créée pour desservir la population croissante de Gugulethu et Manenberg. Plus tard, au milieu des années 1980, en raison de la pénurie de logements et des problèmes de squattage à Manenberg, 364 bâtiments supplémentaires appelés maisonnettes (ou «programme de remplissage») ont été construits. Celles-ci avaient trois chambres, un salon, une cuisine, de l'eau chaude et des toilettes et étaient considérées comme de meilleures unités d'hébergement.
Les conditions de logement et la conception de base de la zone étaient un grief majeur qui a incité les résidents locaux à participer à une série d'activités anti-apartheid, y compris des actes de désobéissance civile dans le but de rendre le pays ingouvernable.

### Début de l'activisme dans les années 1970 et 1980 à Manenberg
Des militants communautaires ont mobilisé les habitants de Manenberg autour du logement et des conditions de vie. Un journal citoyen (nommé Grassroots) a été lancé, faisant partie d'un mouvement de presse alternative dans les années 1980. C'était le premier d'une série de journaux communautaires anti-apartheid, avec un tirage qui a atteint 20 000 exemplaires et qui couvrait des questions communautaires telles que les manifestations locales.
Lors des émeutes nationales de 1976 puis des boycotts de la viande de 1981 à l'ère du Front démocratique uni (UDF) et du Mouvement démocratique de masse du début à la fin des années 1980, Manenberg avait des militants qui ont contribué à rendre l'Afrique du Sud ingouvernable, dont beaucoup ont été formés par le Congrès national africain (ANC) dans le mouvement clandestin. Des années 1970 aux années 1990, de nombreux mouvements et organisations communautaires et civiques se sont créés.

### Tornade de 1999
Dans la nuit du 29 août 1999, une tornade a frappé le quartier tuant cinq personnes avec des vents atteignant plus de 150 km par heure. Plus de 220 personnes ont été blessées et plus de 5 000 habitants se sont retrouvés sans abri et 40 appartements ont été totalement vidés. Un million de rands ont été alloués par le fonds de secours en cas de catastrophe de la ville du Cap pour la reconstruction.

## Dans la culture populaire
- Le célèbre et respecté pianiste de jazz Abdullah Ibrahim a une composition nommée " Mannenberg " d'après le canton. Manenberg a une riche histoire de musique de ménestrel ( Kaapse Klopse ) et plusieurs équipes de ménestrels émanent encore de cette partie du Cap.
- L'épisode Blood Bonds de la série documentaire Taboo de National Geographic montre Manenberg pour ses gangs de rue, notamment The Americans, Hard Living et Clever Kids.
- Le long métrage documentaire Manenberg[7] (2010) des réalisateurs/anthropologues Karen Waltorp & Christian Vium (Danemark)[8] sur deux jeunes qui deviennent majeurs dans la communauté.